# Mistrzostwa Oceanii w Zapasach 2004
Mistrzostwa Oceanii w zapasach w 2004, odbywały się w dniach 20 - 30 maja w Dededo na Guamie. W tabeli medalowej tryumfowali zapaśnicy z Japonii.

## Wyniki

### Styl klasyczny
| Konkurencja         | Złoto            | Srebro           | Brąz                 |
| Kategoria do 55 kg  | Takumi Sagawa    | Elgin Elwais     | John Tarkong         |
| Kategoria do 60 kg  | Yasaki Mitani    | Joshua Benevente | ----                 |
| Kategoria do 66 kg  | Yuji Tanaka      | Darrel Gose      | Leo Nam              |
| Kategoria do 74 kg  | Keigo Fujinaga   | Lawrence Uwelur  | Kenneth Mike         |
| Kategoria do 84 kg  | Kaito Takahashi  | Jeffrey Cobb     | Mike Taijeron        |
| Kategoria do 96 kg  | Satoru Onmura    | John Tarkong     | Pascual Yanelur      |
| Kategoria do 120 kg | Takeshi Shinbori | Patrick Camacho  | Palimez Mwalusheiyal |

### Styl wolny
| Konkurencja         | Złoto            | Srebro          | Brąz              |
| Kategoria do 55 kg  | Takumi Sagawa    | Elgin Elwais    | Kyle Pablo        |
| Kategoria do 60 kg  | Yasaki Mitani    | Zachary Rapadas | ----              |
| Kategoria do 66 kg  | Yuji Tanaka      | James Lord      | Leo Nam           |
| Kategoria do 74 kg  | Keigo Fujinaga   | Mike Colfax     | Robert Washington |
| Kategoria do 84 kg  | Jeffrey Cobb     | Kaito Takahashi | Mike Taijeron     |
| Kategoria do 96 kg  | Satoru Onmura    | John Tarkong    | John Camacho      |
| Kategoria do 120 kg | Takeshi Shinbori | Bernard Goonan  | Patrick Camacho   |

### Styl wolny - kobiety
| Konkurencja        | Złoto      | Srebro      | Brąz |
| Kategoria do 63 kg | Maria Dunn | Mio Kaihara | ---- |

Shōko Yoshimura (48 kg), Hiroko Yamada (51 kg) i Kazumi Sugawara (59 kg) z Japonii, a także Amy Cho (55 kg) z Guam, były jedymi zgłoszonymi zawodniczkami w swojej kategorii i nie zostały uwzględnione w tabeli jako złote medalistki.

## Tabela medalowa
Gospodarz mistrzostw został zaznaczony kolorem.
| Poz. | Państwo    |    |    |    | Łącznie |
| ---- | ---------- | -- | -- | -- | ------- |
| 1    | Japonia    | 13 | 2  | 0  | 15      |
| 2    | Guam       | 2  | 6  | 6  | 14      |
| 3    | Palau      | 0  | 4  | 1  | 5       |
| 4    | Australia  | 0  | 2  | 0  | 2       |
| 5    | Mikronezja | 0  | 1  | 5  | 6       |
|      | Łącznie    | 15 | 15 | 12 | 42      |